# Netzeitung
Die Netzeitung war eine von November 2000 bis Dezember 2009 unter www.netzeitung.de publizierte deutsche Nachrichten-Website. Am 4. Januar 2010 wurde die Seite netzeitung.de in ein automatisiertes Nachrichtenportal umgewandelt, dessen Inhalte von nachrichten.de zugeliefert wurden. Seit Juli 2014 wurde die Internetseite netzeitung.de nicht mehr aktualisiert. Die Domain wurde danach auf die Website des Kölner Stadt-Anzeigers umgeleitet.
Die Netzeitung war zuvor nach eigenen Angaben die erste deutsche Website mit täglich neuem Inhalt überregionaler Ausrichtung und mit Vollredaktion, die ausschließlich im Internet erschien. Gegründet wurde die Online-Zeitung von den Herausgebern des schon seit 1996 bestehenden norwegischen Äquivalents Nettavisen.no, Olav Anders Øvrebø und Knut Skeid. Neben der Herausgabe der Internetzeitung produzierte die Netzeitung auch für eine Reihe von Radiosendern komplette Nachrichtensendungen. Zuletzt hatte die Netzeitung 1,703 Millionen Besucher mit rund 6,556 Millionen Seitenaufrufen pro Monat (IVW-Ausweisung November 2009) und war 2005 das meistzitierte Onlinemedium. Chefredakteurin war zuletzt Domenika Ahlrichs.

## Chronik
Im Frühjahr 2000 begannen Mitarbeiter von Nettavisen mit dem Aufbau der Redaktionen in Berlin und Frankfurt am Main. Im Sommer 2000 wurde der frühere Chefredakteur der Berliner Zeitung und des Stern, Michael Maier, als Chefredakteur der Netzeitung verpflichtet. Das Nachrichtenangebot wurde im September 2000 für die Öffentlichkeit freigeschaltet, offizieller Start war der 8. November 2000.
In die Startphase fiel bereits der erste Eigentümerwechsel der Website. Die ursprüngliche Muttergesellschaft, das skandinavische Internet-Portal Spray Network, wurde im Herbst 2000 von Lycos Europe übernommen. Am 1. Juli 2002 wechselte die Netzeitung von Lycos zur Fachverlagsgruppe BertelsmannSpringer. Nachdem diese von der Bertelsmann AG 2003 an eine englische Beteiligungsgesellschaft veräußert worden war, wurde die Netzeitung zum 1. März 2003 über ein Management-Buy-out Tochter der Netzeitungs Beteiligungs GmbH. Geschäftsführende Gesellschafter wurden Michael Maier und Ralf-Dieter Brunowsky. Ende Juni 2005 übernahm schließlich das norwegische Verlagshaus Orkla Media die Netzeitung vollständig.
Ende 2005 bewarb sich die Netzeitung um die Berliner Rundfunkfrequenz 100,6 MHz, um dort ein informationsorientiertes Programm zu senden. Die Medienanstalt Berlin-Brandenburg vergab schließlich die Frequenz sowohl an die Netzeitung als auch an Motor FM mit der Auflage, dass beide Anbieter kooperieren. Der Sender 100,6 Motor FM nahm am 1. Februar 2006 seinen Betrieb mit einer Mischung aus Musik- und journalistisch geprägten Wortprogramm auf.
Am 11. Mai 2006 gab die Netzeitung bekannt, dass sie ihre Leser stärker journalistisch einbeziehen und ein Projekt des so genannten Bürgerjournalismus starten wolle. Das an die südkoreanische Online-Zeitung OhmyNews angelehnte Projekt startete am 1. Juni 2006 unter dem Namen „Readers Edition“ für einen geschlossenen Benutzerkreis und wurde fünf Tage später der Öffentlichkeit zugänglich gemacht.
Im selben Jahr übernahm die Netzeitung die ähnlich klingende Domain www.netzzeitung.de, einer Nachrichtensuchmaschine, welche heute als Newstral firmiert.
Ende 2006 verließ Maier die Netzeitung: Er wolle sich vollkommen auf Web-2.0-Projekte konzentrieren. Seine neue Firma Blogform Verlags GmbH kaufte die Readers Edition. Neue Chefredakteure der Netzeitung wurden Michael Angele, vormals Feuilletonredakteur bei der NZ, und Matthias Ehlert. Am 1. August 2007 löste Domenika Ahlrichs die Doppelspitze in der Chefredaktion ab.
Im Juni 2007 übernahm die BV Deutsche Zeitungsholding, die zur britischen Mecom Group gehörte, alle Anteile an der NZ Netzeitung Beteiligungs GmbH, zu der neben Netzeitung.de auch verschiedene andere Netzportale gehören. Die Beteiligung an 100,6 Motor FM wurde zeitgleich mit dem Erwerb der Netzeitung-Gruppe an die Plattform für regionale Musikwirtschaft weiter veräußert. Auch das IT-Nachrichtenportal Golem.de und das Gesundheitsportal Netdoktor.de wurden verkauft. Die Kooperation zwischen der Netzeitung und dem Sender sollte jedoch weiterhin erhalten bleiben.
Am 14. Februar 2008 wurde ein neues Layout, ein neues Logo und die neue Rubrik Ansichtssache eingeführt. Am 13. Januar 2009 teilte der Kölner Verlag M. DuMont Schauberg mit, dass er die Aktivitäten der Mecom-Gruppe in Deutschland inklusive der Netzeitung übernehme.
Der neue Eigentümer DuMont Schauberg teilte am 6. November 2009 mit, dass „das bisherige Konzept einer Internetzeitung mit eigener Redaktion“ zum 31. Dezember 2009 aus wirtschaftlichen Gründen aufgegeben würde, sie solle lediglich als automatisiertes Nachrichtenportal weiterbetrieben werden. Nach der Umstellung auf einen solchen Aggregator Anfang Januar 2010 brachen die Klickzahlen deutlich ein.

## Geschäftsfelder
Nach dem Zusammenbruch der „New-Economy-Blase“ hatte es auch die Netzeitung schwer, sich am Markt behaupten zu können. Neben der klassischen Einnahmequelle Werbung (Werbebanner, Pop-ups) und Abonnement (personalisierte Startseite, SMS-Benachrichtigungsdienst) mussten neue Geldquellen gefunden werden. So belieferte die Redaktion der Netzeitung seit Dezember 2004 die nachrichtlichen Inhalte der Teletexte von ProSiebenSat1 (Sat1, N24, Pro7 und Kabel1). Außerdem wurden seit Februar 2005 die multimedialen Inhalte von N24 (n24.de, N24-Text und Infoscreens) von der Netzeitung geliefert. Seit Anfang 2006 betrieb die Netzeitung zusammen mit Motor FM die nach der Insolvenz von „HUNDERT,6“ neu ausgeschriebene Berliner UKW-Frequenz 100,6 MHz unter dem Namen 100,6 Motor FM. Am 28. April 2006 wurde durch die Medienanstalt Berlin-Brandenburg die Frequenz endgültig an das Konsortium Motor FM/Netzeitung vergeben.
Zudem wurde die Sparte Auto & Technik ausgegliedert und in die neu gegründete Firma „NZ Autoportal GmbH“ überführt.
Dazu gehört das Automobilportal Autogazette.de.

## Redaktion

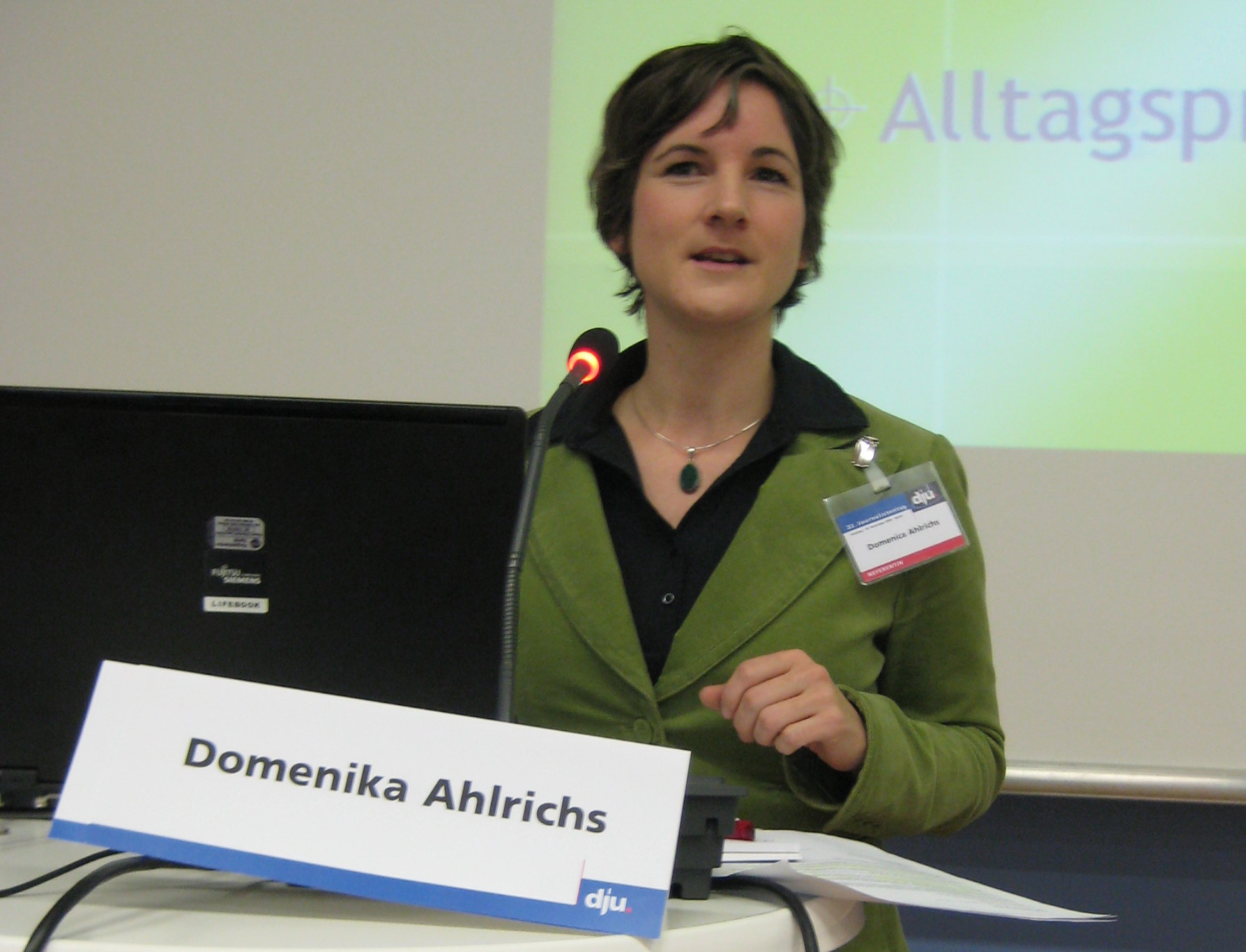
Domenika Ahlrichs war von 2007 bis 2009 Chefredakteurin der Netzeitung

Die Netzeitung beschäftigte eigene Redakteure für die Bereiche Politik, Wirtschaft, Sport, Entertainment, Kultur, Medien, Wissenschaft und Internet. Als Nachrichtenquellen dienten der Online-Zeitung im Wesentlichen die großen Nachrichtenagenturen dpa, AP und epd sowie deren Bilderdienste. Die entsprechenden Agenturmeldungen wurden in der Regel umformuliert und mit zusätzlichen Informationen angereichert veröffentlicht. Darüber hinaus wurden Meldungen auch auf diversen Internet-Nachrichtenseiten recherchiert. Nach eigenen Angaben gehörte die Netzeitung zu den meistzitierten deutschen Nachrichtenmedien. 2002 und 2003 wurde die tägliche Medienkolumne Altpapier für den Grimme Online Award nominiert.
Zum Jahresende 2008 wurden alle Verträge mit den 15 bisher beschäftigten freien Mitarbeitern beendet. Damit wurden auch einige bisher regelmäßig erscheinende Kolumnen wie das Altpapier eingestellt.
Ende 2009 wurden die restlichen zwölf Mitarbeiter „betriebsbedingt gekündigt“.